# Церква і Життя
«Церква і Життя», (англ. Church and Life) — українська католицька газета в Австралії, заснована 1960 р.

## Історія
«Церква і Життя» початково виходила як церковно-релігійний місячник, видання Апостольського Екзархату для українців в Австралії, Новій Зеландії й Океанії, під редакцією отця І. Шевціва (1960—1968), короткочасно — Є. Завалинський.
Виходила 1960—67, спершу в Лідкомбі, з 1962 в Мельбурні.
Статті на релігійні, виховні й суспільні теми, інформації про релігійне життя, зокрема й в Україні. 1968 журнал перетворився на газету, її видає видавництво «Просвіта» в Мельбурні, спочатку як двотижневик, з 1973 — тижневик; ред. Ю. Венгльовський (1973—1989, М.Болюх (1989—1993), Б. Рудницький (1994—2005), о І. Бакай і Я. Бойчук (2005—2013).
Місячник — З січня 2014 р. виходить на 20 стор. українською і 16 сторінок англійською. Теперішні редактори Б. Рудницький і С. Когут.